# Distrito de Renania-Berg
El distrito de Renania-Berg (en alemán: Rheinisch-Bergischer Kreis) es un kreis (distrito) ubicado al sur del estado federal de Renania del Norte-Westfalia (Alemania). el distrito limita al oeste con las ciudades independientes (kreisfreien Städte) de Colonia y Leverkusen, al norte con las ciudades independientes de Solingen y Remscheid, al este con el distrito del Alto Berg y al sur limita con el distrito de Rin-Sieg. La capital del distrito es la ciudad de Bergisch Gladbach.

## Ciudades y municipios
| Ciudades 1. Bergisch Gladbach, (105.641) 2. Burscheid (19.080) 3. Leichlingen (Renania), (27.610) 4. Overath, (27.168) 5. Rösrath, (27.121) 6. Wermelskirchen, (36.461) | Gemeinden 1. Kürten (20.054) 2. Odenthal (15.724) |

(Habitantes a 30 de junio de 2006)